# Giro d’Italia 2005
Der 88. Giro d’Italia fand vom 7. bis 29. Mai 2005 statt. Er bestand aus einem Prolog und 20 Etappen mit einer Gesamtlänge von 3440 Kilometern (geplant waren 3498 km).
Der Prolog in Reggio Calabria war der kürzeste, der jemals ausgetragen wurde: Er war lediglich 1150 Meter lang und wurde von Brett Lancaster mit einem Vorsprung von 29 Hundertstelsekunden gewonnen. Die erste Hälfte des Giro war geprägt von flachen bis leicht hügeligen Etappen. Paolo Bettini und Danilo di Luca lieferten sich einen spannenden Zweikampf um das Maglia Rosa; nur wenige Sekunden trennten die beiden.
Nach der 11. Etappe hinauf nach Zoldo Alto vermochte sich Ivan Basso, der meistgenannte Favorit für den Giro-Sieg, an die Spitze des Gesamtklassements zu setzen, er lag jedoch nur 18 Sekunden vor Paolo Savoldelli. Nach der 13. Etappe lag Savoldelli wieder vorne. Basso klagte über leichte Magenschmerzen und verlor etwas mehr als eine Minute. Bei der schweren 14. Etappe (unter anderem mit dem Stilfser Joch) erwischte Basso einen rabenschwarzen Tag; die Magenschmerzen waren noch stärker geworden. Basso verlor 42 Minuten auf den Etappensieger und fiel im Gesamtklassement weit zurück.
Wegen des schlechten Wetters in der Region um Livigno musste die 15. Etappe von 205 auf 147 Kilometer verkürzt werden. Somit verkürzte sich auch die Gesamtdistanz von ursprünglich geplanten 3498 Kilometer auf 3440 Kilometer. In der Zwischenzeit hatte sich Ivan Basso wieder erholt und gewann die Bergetappe nach Limone Piemonte sowie das Einzelzeitfahren nach Turin. Vor der 19. Etappe schien bereits alles entschieden: Savoldelli lag 2:09 Minuten vor Gilberto Simoni und 3:00 Minuten vor José Rujano. Im Anstieg hinauf nach Sestriere konnte Savoldelli nicht mit den beiden mithalten und fiel zurück. Schließlich rettete er aber einen Vorsprung von 28 bzw. 45 Sekunden.

## Etappen

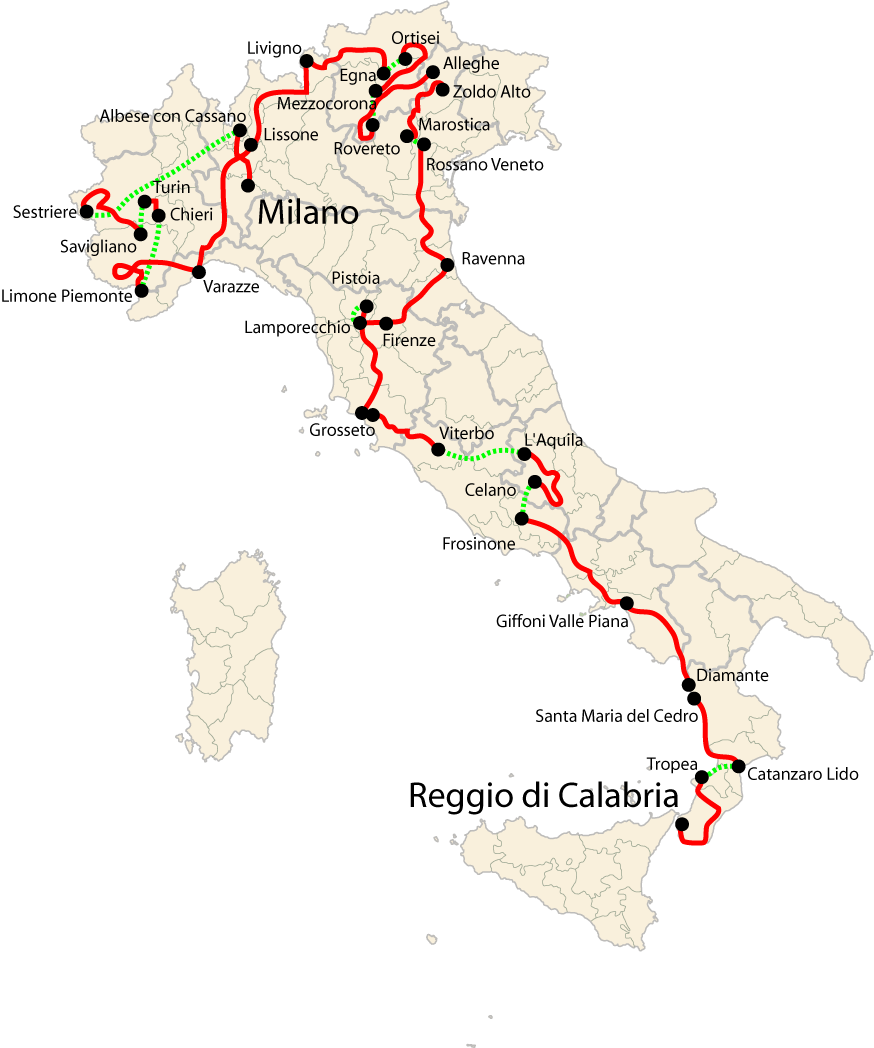
Giro d’Italia 2005
Übersicht der Etappen

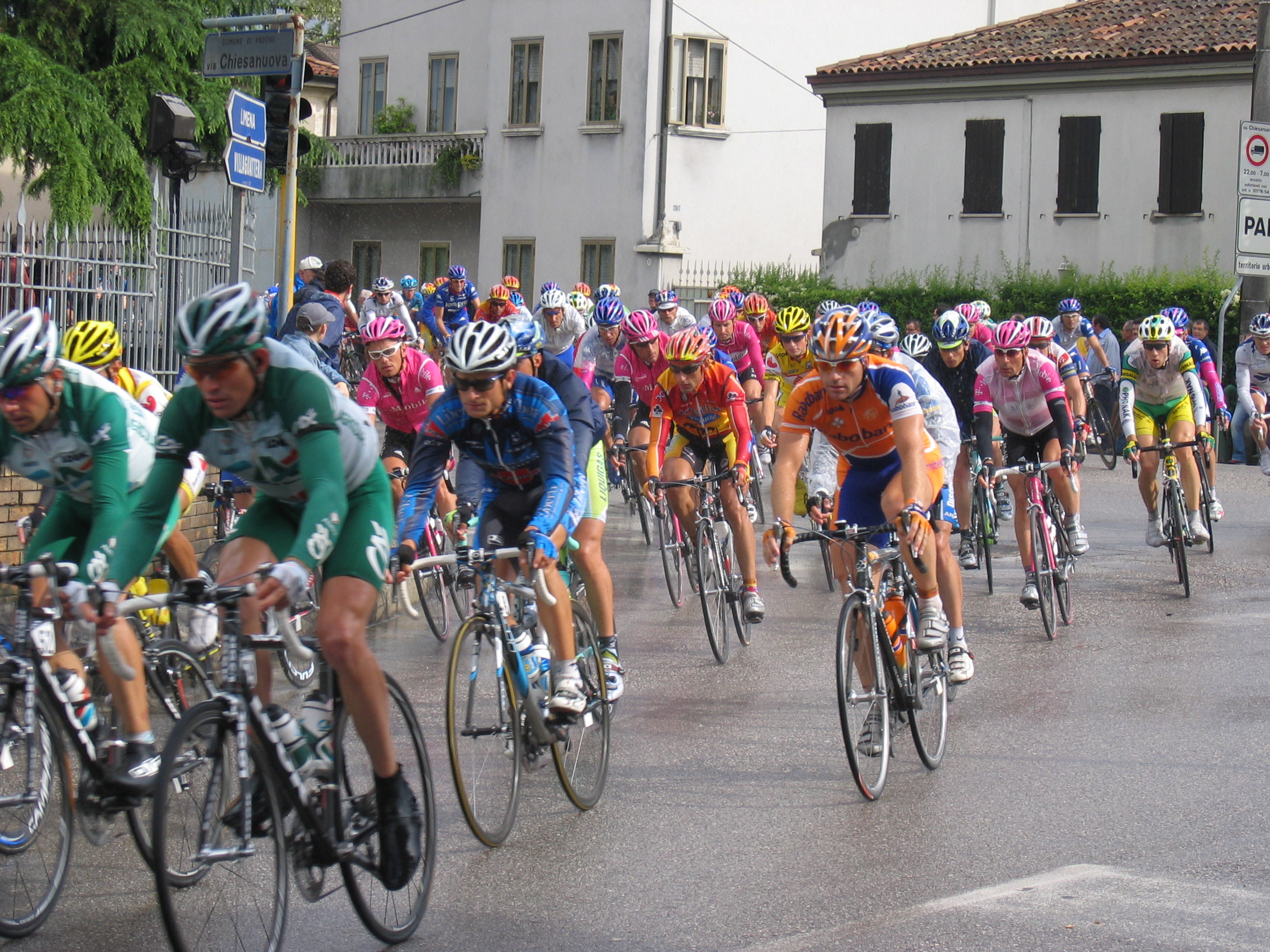
88. Giro d’Italia 2005: 10. Etappe, Ravenna – Rossano Veneto

| Etappe     | Tag     | Start – Ziel                           | km         | Etappensieger       | Maglia Rosa      |
| ---------- | ------- | -------------------------------------- | ---------- | ------------------- | ---------------- |
| Prolog     | 7. Mai  | Reggio Calabria                        | 1,15 (EZF) | Brett Lancaster     | Brett Lancaster  |
| 1. Etappe  | 8. Mai  | Reggio Calabria – Tropea               | 208        | Paolo Bettini       | Paolo Bettini    |
| 2. Etappe  | 9. Mai  | Catanzaro Lido – Santa Maria del Cedro | 182        | Robbie McEwen       | Robbie McEwen    |
| 3. Etappe  | 10. Mai | Diamante – Giffoni Valle Piana         | 205        | Danilo di Luca      | Paolo Bettini    |
| 4. Etappe  | 11. Mai | Giffoni Valle Piana – Frosinone        | 211        | Luca Mazzanti       | Paolo Bettini    |
| 5. Etappe  | 12. Mai | Celano – L’Aquila                      | 223        | Danilo di Luca      | Danilo di Luca   |
| 6. Etappe  | 13. Mai | Viterbo – Marina di Grosseto           | 153        | Robbie McEwen       | Paolo Bettini    |
| 7. Etappe  | 14. Mai | Grosseto – Pistoia                     | 211        | Koldo Gil Perez     | Danilo di Luca   |
| 8. Etappe  | 15. Mai | Lamporecchio – Florenz                 | 45 (EZF)   | David Zabriskie     | Danilo di Luca   |
| 9. Etappe  | 16. Mai | Florenz – Ravenna                      | 139        | Alessandro Petacchi | Danilo di Luca   |
| Ruhetag    |         |                                        |            |                     |                  |
| 10. Etappe | 18. Mai | Ravenna – Rossano Veneto               | 212        | Robbie McEwen       | Danilo di Luca   |
| 11. Etappe | 19. Mai | Marostica – Zoldo Alto                 | 150        | Paolo Savoldelli    | Ivan Basso       |
| 12. Etappe | 20. Mai | Alleghe – Rovereto                     | 178        | Alessandro Petacchi | Ivan Basso       |
| 13. Etappe | 21. Mai | Mezzocorona – St. Ulrich               | 218        | Iván Parra          | Paolo Savoldelli |
| 14. Etappe | 22. Mai | Neumarkt – Livigno                     | 210        | Iván Parra          | Paolo Savoldelli |
| 15. Etappe | 23. Mai | Livigno – Lissone                      | 147*       | Alessandro Petacchi | Paolo Savoldelli |
| Ruhetag    |         |                                        |            |                     |                  |
| 16. Etappe | 25. Mai | Lissone – Varazze                      | 210        | Christophe Le Mével | Paolo Savoldelli |
| 17. Etappe | 26. Mai | Varazze – Limone Piemonte              | 194        | Ivan Basso          | Paolo Savoldelli |
| 18. Etappe | 27. Mai | Chieri – Turin                         | 34 (EZF)   | Ivan Basso          | Paolo Savoldelli |
| 19. Etappe | 28. Mai | Savigliano – Sestriere                 | 190        | José Rujano         | Paolo Savoldelli |
| 20. Etappe | 29. Mai | Albese con Cassano – Mailand           | 119        | Alessandro Petacchi | Paolo Savoldelli |

* wegen schlechten Wetters gekürzt, geplant waren 205 Kilometer